# Дзюрдзинець
Дзюрдзинець (пол. Dzurdziniec) — гірський потік в Україні, у Надвірнянському районі Івано-Франківської області у Галичині. Права притока Бистриці Надвірнянської, (басейн Дністра).

## Опис
Довжина потоку приблизно 4,68 км, найкоротша відстань між витоком і гирлом — 4,10 км, коефіцієнт звивистості потоку — 1,14 . Формується багатьма гірськими безіменними потоками. Потік протікає у Східних Карпатах.

## Розташування
Бере початок на північно-західних схилах гори Поленеки (1693,0 м). Тече на північний захід між горами Скалкі Нижні (1300,0 м) та безіменною (1347,0 м), через село Бистрицю і впадає у річку Бистрицю Надвірнянську, праву притоку Бистриці.